# Comet (stacja kolejowa)
Comet – dawna stacja kolejowa w mieście Comet w regionie Central Highlands stanu Queensland w Australii. Położona była na linii kolejowej Central Western. 
Stacja powstała podczas budowy Central Western (nazywanej wówczas Great Northern Railway). Pierwsi robotnicy przybyli na miejsce w październiku 1877 roku. Stację otwarto 1 marca 1878 i do 19 maja 1879 stanowiła stację końcową linii kolejowej. 
Pierwszy budynek stacyjny stanowiła część budynku stacji w Dingo, który przeniesiono do Cometville (jak wówczas nazywała się miejscowość). 
W 1979 roku Comet zyskało nowy budynek stacji, przeniesiony z Many Peaks na linii kolejowej z Gladstone do Monto. 
W czerwcu 1995 stację zamknięto, a pracownika kolejowego przeniesiono do Emerald. Mimo tego pociągi jeszcze przez jakiś czas zatrzymywały się w Comet celem wymiany pasażerskiej. W 2005 roku niszczejący budynek przeniesiono do innej lokalizacji, gdzie służy jako wystawa fotografii z czasów początków miasta. 